# Maigret und der gelbe Hund (Hörspiel, 1961)
Maigret und der gelbe Hund (im Original: Le chien jaune) ist ein Hörspiel des Bayerischen Rundfunks von 1961 nach der Übersetzung von Harold Effberg in der Bearbeitung von Gert Westphal und unter der Regie von Heinz-Günter Stamm nach dem gleichnamigen Roman des belgischen Schriftstellers Georges Simenon. 1959 hatte der Südwestfunk bereits eine Hörspielbearbeitung abgeschlossen, bei der ebenfalls Westphal die Bearbeitung und sogar die Regie übernommen hatte. 

## Handlung
In der Kleinstadt Concarneau in der Bretagne schockiert eine Reihe von Gewaltverbrechen und Einschüchterungsversuchen die Bevölkerung. Als der Weinhändler Mostaguen spät in der Nacht von der Stammtischrunde der Honoratioren im Café l'Amiral nach Hause geht, wird er erschossen. Kurz nach dem Eintreffen Kommissar Maigrets, der bereits zuvor zur mobilen Brigade der Gendarmerie nationale nach Rennes versetzt wurde, um diese zu reorganisieren, versucht jemand, die übrigen Stammtischangehörigen mit in Pernod aufgelöstem Strychnin zu vergiften. Diese Entdeckung hat man Dr. Michoux zu verdanken, einem nicht praktizierenden Arzt und Grundstückshändler. Durch das spurlose Verschwinden des Journalisten Servieres, dessen zurückgelassenen, blutbefleckten Wagen und den Giftmord an einem weiteren Angehörigen der Kartenrunde, Yves Le Pommeret, wird die Öffentlichkeit beunruhigt und werden Journalisten aus der weiteren Umgebung auf den Fall aufmerksam gemacht.
Dabei stößt Maigret auf eine Häufung auffälliger Spuren: Im Haus von Dr. Michoux, einem Mitglied der Honoratioren, findet sich eine größere Menge geleerter Konservendosen und Champagnerflaschen, vor allem aber tauchen stets in der Umgebung der Tatorte Spuren der Stiefelgröße 46 auf. Verschiedene Augenzeugen wollen überall im Umkreis der Verbrechen einen gelben Hund, den niemand kennt, gesehen haben. Überraschenderweise gibt Maigret dem Druck des Bürgermeisters nach und lässt Michoux verhaften, aber mehr um diesen selbst vor weiteren Anschlägen besser schützen zu können.
Die Weissagung einer Schauspielerin gegenüber Dr. Michoux fünf Jahre zuvor, er solle sich vor dem "gelben Hund" in Acht nehmen, erhält dadurch neues Gewicht. Nun entschließt dieser sich endlich zu einer Aussage, welche die Honoratioren plötzlich in anderem Licht erscheinen lässt. Doch den "Riesen" mit seinem gelben Hund kann Maigret erst fassen, als er die nebensächliche Aussage einer Hausangestellten überdenkt und erkennt, dass der erste Giftanschlag nur ein Ablenkungsmanöver war.
Ein weiterer Schuss fällt und ein Kellner wird leicht am Bein verwundet. Servières greift man in Paris auf, woraufhin man ihn nach Concarneau zurückbringt, wo der Kommissar eine konfrontierende Versammlung mit allen Hauptcharakteren arrangiert: Dr. Michoux, Servières, Michoux' Mutter, die nach Concarneau zurückgekehrt war, der riesenhafte Mann, Léon Le Glérec und Emma, die man an der Eisenbahnstation verhaftete, sowie der Bürgermeister, der Maigret permanent zu einer Auflösung des Falls gedrängt hatte.
Die Ursprünge der Geschichte liegen fünf oder sechs Jahre zurück, als Le Glérec seine ersten Raten für sein Boot zahlte und plante, Emma zu heiraten. Michoux, Servières und Le Pommeret überredeten den Bootseigner Kokain in die Vereinigten Staaten zu schmuggeln anstatt Gemüse nach England. Als sein Boot in Amerika ankam, wurde er augenblicklich verhaftet. Im Gefängnis fand Léon Le Glérec heraus, dass man ihn offenbar als Sündenbock ausgesandt hatte, um anderen Schmugglern einen Gefallen zu erweisen. Als er entlassen wurde, machte sich der Riese auf, die Urheber seiner Haft selbst ins Gefängnis zu bringen, selbst wenn sie ihn töten würden.
Als erstes wollte er den Doktor aufsuchen, der seinerseits Emma mit einer List dazu brachte, Le Glérec eine Botschaft zu schreiben, indem sie ihm um ein Treffen am Stadttor bat. Durch einen Fehler weilte jedoch Mostaguen dort, der daraufhin irrtümlich erschossen wurde. Michoux vergiftete Le Pommeret, als dieser auf einmal einen Gesinnungswandel hatte und die Geschichte auffliegen lassen wollte. Seine Mutter hatte jedoch ihrerseits den letzten Schuss abgegeben, um den Verdacht von ihrem im Gefängnis steckenden Sohn abzulenken.
Léon Le Glérec und das Hausmädchen Emma können nun ein neues Leben starten, während der kriminelle Doktor die Aussicht auf 20 Jahre harte Haft in der Strafkolonie auf der Teufelsinsel vor der Küste von Französisch-Guayana in Südamerika hat.

## Ausgabe

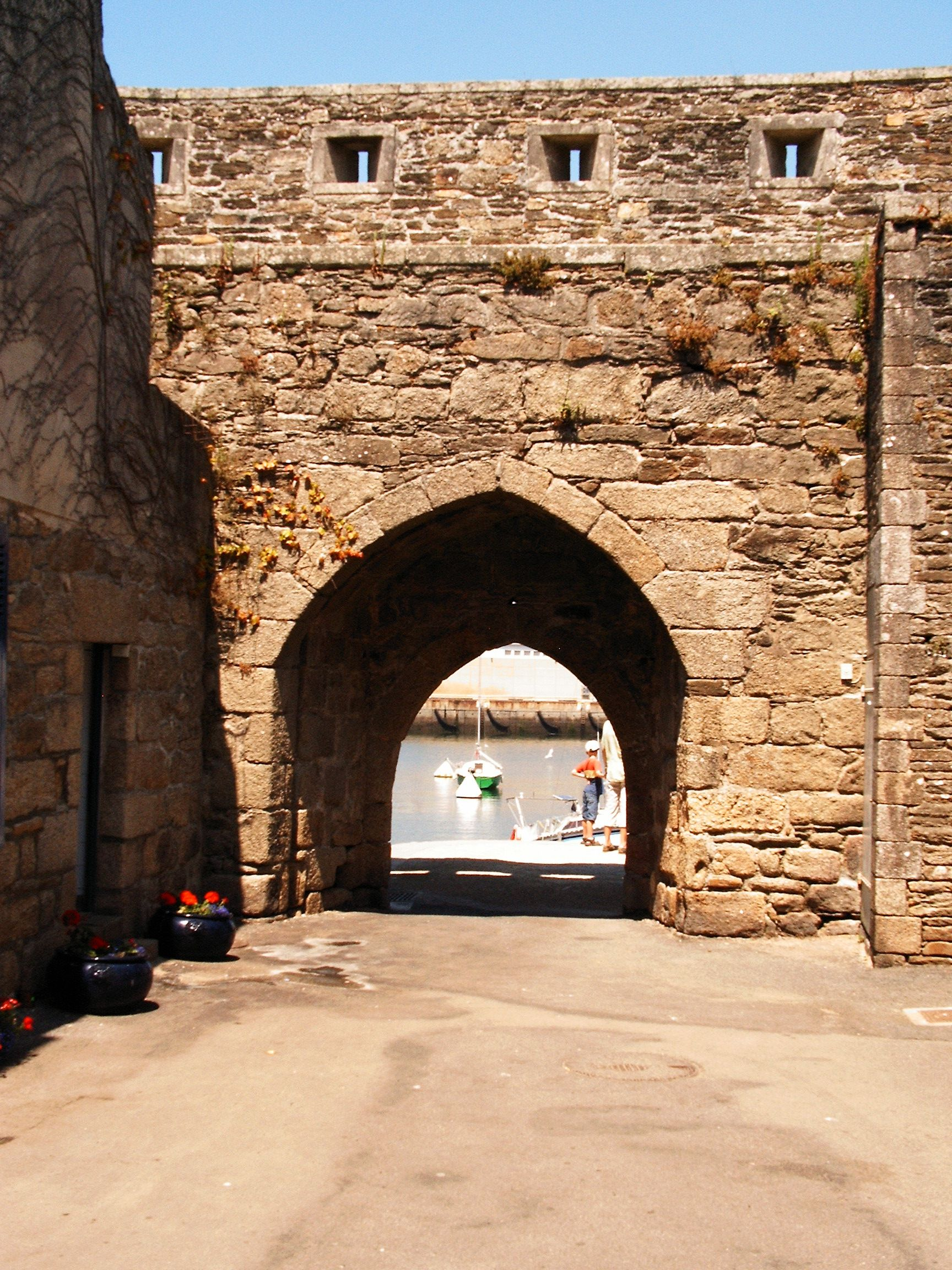
Tor zum Bootsanleger in der Ville close, Concarneau

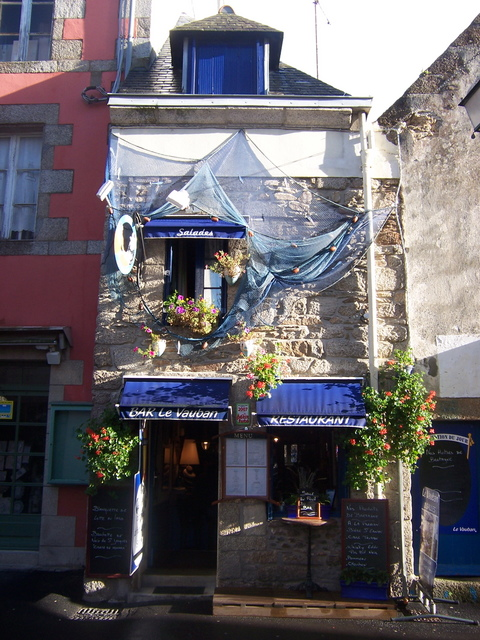
Haus in der Altstadt Ville Close, Concarneau

- Maigret und der gelbe Hund. BR, Regie: Heinz-Günter Stamm, Bearbeiter: Gert Westphal, Übersetzung: Harold Effberg; mit Paul Dahlke in der Titelrolle. Der Audio Verlag, Auflage: Sonderausgabe 2005, ISBN 978-3898133906.
  - Die anderen Hörspiele der Sonderausgabe waren: Maigret und die Bohnenstange, Maigret und seine Skrupel.

## Vorlagen
- Georges Simenon: Le chien jaune. Fayard, Paris 1931
- Georges Simenon: Der gelbe Hund. Übersetzung: Harold Effberg, Schlesische Verlagsanstalt 1934.
- Georges Simenon: Maigret und der gelbe Hund. Übersetzung: Isolde Kolbenhoff, Kiepenheuer & Witsch, Köln/Berlin 1958
- Georges Simenon: Maigret und der gelbe Hund. Übersetzung: Raymond Regh, Diogenes Verlag, Zürich 1979, ISBN 978-3257206913

## Weitere Adaptionen
Bereits zwei Jahre zuvor hatte der Südwestfunk eine Hörspielbearbeitung abgeschlossen, bei der ebenfalls Westphal die Bearbeitung und sogar die Regie übernommen hatte. Hier sprach Leonhard Steckel die Titelrolle und Hans-Helmut Dickow den Dr. Michoux. Zu den weiteren Sprechern gehörten Wolfgang Forester, Kurt Ebbinghaus, Kurt Lieck, Andreas Dahlmeyer und Ursula Langrock.  Diese Fassung ist beim SWF vorhanden, jedoch nicht auf einem Tonträger im Handel erhältlich.
Der Diogenes Verlag publizierte darüber hinaus 2006 eine Hörbuchfassung mit Friedhelm Ptok als Sprecher (ISBN 978-3257800401).

## Rezension
Im Zusammenhang mit den Hörspieladaptionen wurde die zugrunde liegende Ruhe der beschriebenen Fälle gelobt: „Das Reizvolle an Simenons Werken ist die Ruhe, die sie ausstrahlen. Simenon hat nie Action-Krimis geschrieben. Der Erzählstil gleicht einem langsam fließenden Fluss. Hier haben die handelnden Personen genug Zeit, sich vor den Augen des Lesers nachvollziehbar zu entwickeln.“
„Maigret wirkt nicht glücklich, als er in die Hafenstadt kommt, und nicht unglücklich, als er wieder abreist: Wer immer dort Rang und Namen hat, ist mit einer äußerst laschen Moral geschlagen, lernen wir. Dass wir dabei der Witterung des Kommissars kapitellang hinterherhinken, versteht sich, und auch, dass sich der Hund am Ende als fellgewordenes Ablenkungsmanöver entpuppt, wofür er fast dran glauben muss, weil sich die Bevölkerung nur zu gern vor dem großen gelben Tier gruselt. Maigrets ewige Sentimentalität aber, seine Einfühlung in die wahren Opfer und sein Wille, ihnen bis zur Rechtsbeugung hin Gerechtigkeit zu verschaffen, zeigt sich auch hier: Am Ende ist die wahre Heldin schwanger, der wahre Held segelt mit ihr davon“.